# الكعكة السوداء
الكعكة السوداء التي تُعرف أحيانًا باسم كعكة إسكتلندا هي نوع من كعكة الفاكهة المغطاة بالكامل بالمعجنات. من أصل اسكتلندي أُكل في أصله في ليلة عيد الغطاس ولكنها تؤكل اليوم أيضًا ف Hogmanay. يحتوي خليط الكعكة عادة على الزبيب واللوز وقشر الحمضيات والفلفل الإفرنجي والزنجبيل والقرفة والفلفل الأسود.